# Aclytia bractea
Aclytia bractea är en fjärilsart som beskrevs av Heinrich Benno Möschler 1877. Aclytia bractea ingår i släktet Aclytia och familjen björnspinnare. Inga underarter finns listade i Catalogue of Life.